# Edward Winslow
Edward Winslow (18 de octubre de 1595-8 de mayo de 1655) fue un separatista que viajó en el Mayflower en 1620. Fue uno de varios líderes de alto nivel en el barco y también más tarde en la colonia de Plymouth. 
Tanto Edward Winslow como su hermano Gilbert Winslow firmaron el Pacto del Mayflower. En Plymouth se desempeñó en varios cargos gubernamentales, como asistente del gobernador, tres veces fue gobernador y también era agente de la colonia en Londres. A principios de 1621 había sido uno de los varios líderes clave de los que el gobernador Bradford dependía después de la muerte de John Carver. Fue autor de varios folletos importantes, incluyendo Good Newes form New England, y coescribió con William Bradford la histórica Mourt's Relation, que termina con un relato de la primera acción de gracias y la abundancia del Nuevo Mundo. En 1646 viajó a Inglaterra para servir al gobierno puritano de Oliver Cromwell, para no volver a Plymouth. En 1655 murió de fiebre, durante una expedición naval británica en el Caribe contra los españoles. Es el único colono original de Plymouth del que se conserva un retrato, y este se puede ver en el Museo Pilgrim Hall, en Plymouth, Massachusetts. 

## Origen inglés
Edward Winslow nació en 1595 y habría sido bautizado unos días más tarde. Era el hijo mayor de Edward Winslow (Sr.) de Droitwich, en Worcestershire, con su esposa Magdalena Oliver con quien se había casado el año anterior en la Iglesia de Santa Bride, Londres. Edward Winslow, el padre, de acuerdo con registros de la familia, nació 17 de octubre de 1560 y era descendiente de la familia Winslow de Kempsey, Worcestershire, una línea que había existido en el condado por lo menos desde 1500. La finca Winslow en Kemspey fue llamada Kersweil y más tarde se le dio un nombre similar, Careswell, a la finca en Plymouth del Gobernador Josías Winslow, hijo de Edward Winslow y Susanna White.
El autor Charles Banks señala que es muy probable que este Edward Sr. fuese el hijo de Kenelm Winslow de Kempsey. El autor Eugene Stratton cree que nadie ha sido capaz de discernir la ascendencia de Kenelm Winslow con certeza. Kenelm Winslow, probablemente un hermano de Edward Sr., nacido en 1551, fue residente de Worcester, terrateniente, en 1605. No es seguro si la familia era pequeña nobleza, pero era por lo menos bastante acomodada. Edward Sr. fue sub-sheriff y estuvo implicado en el comercio de la producción de sal.
Edward Winslow tenía cuatro hermanos menores: Gilbert (que lo acompañó en el Mayflower en 1620) y John, Josiah y Kenelm, todo los cuales siguieron a Edward y Gilbert a América durante la próxima década.
Entre abril de 1606 y abril de 1611, Edward Winslow asistió a la King's School en la Catedral de Worcester. Dos años más tarde, en agosto de 1613, se convirtió en un aprendiz contratado para un total de ocho años por John Beale, un papelero y ciudadano de Londres. Después de una aparente disputa legal con Beale, el contrato de Winslow fue re-hecho en octubre de 1615, por ocho años. Pero Winslow aparentemente no cumplió su contrato con Beale, ya que unos dos años más tarde, en 1617, se trasladó a Leiden, Holanda para unirse a la iglesia separatista allí.

## En Leiden 1617-1620
En 1617 Edward Winslow viajó a Leiden Holanda para unirse a la iglesia separatista Inglés exilio y ayudar a Elder William Brewster (con sus ilícitas actividades de impresión) bajo tierra. Brewster y el joven Edward Winslow en 1618 fueron responsables de un tratado religioso fundamental del rey Inglés y sus obispos de la iglesia que causó un enojado King James para ordenar la detención de Brewster, el envío de los agentes del gobierno inglés a Holanda para tratar de encontrar y apoderarse de él. Los peregrinos tuvieron mala suerte en esto, como Elder Brewster se vio obligado a esconderse, por primera vez en Holanda, luego en Inglaterra, a partir de los agentes en el momento en que los peregrinos necesitan su liderazgo en la preparación para su partida hacia América.
El 27 de abril de 1618 Winslow casado en Leiden Elizabeth Barker, que se llama una impresora de Londres. Johnson señala que la búsqueda de posibles registros ancestrales y bautismales inglés para Elizabeth no revela nada de la nota.
Winslow muy pronto se convirtió en un miembro destacado de los exiliados ingleses reunidos en el grupo de la iglesia de Leiden. El 10 de junio de 1620, Winslow fue uno de cuatro hombres - los otros son William Bradford, Isaac Allerton y Samuel Fuller, quien escribió una carta en representación de la congregación Leiden a sus agentes de Londres John Carver y Robert Cushman respecto a las condiciones en que los peregrinos viajar a los Estados Unidos. Los preparativos del viaje se hizo bastante exigente en la paciencia y el bolsillo-el libro de todo el mundo debido a los diversos esquemas de financiamiento Thomas Weston que utilizan hasta qué dinero que tenían y como escribió el autor Nathaniel Philbrick: "Durante los preparativos para zarpar hacia América, los peregrinos demostraron una extraordinaria talento para ser engañados".

## Viaje del Mayflower
Winslow y su esposa Elizabeth formaron parte de la Leiden Separatista grupo que había decidido viajar lejos de Inglaterra y el régimen represivo del rey Jaime I a la práctica con mayor libertad sus creencias religiosas. Aventurero Merchant agente de grupo de inversión Thomas Weston les han ayudado en esta empresa al proporcionar el barco Mayflower para su viaje. Viajando en el Mayflower en compañía de los Winslow fueron su hermano Gilbert y familia siervo / empleado George Soule y un joven, Elias Story. También en el cuidado de la familia era Elinor (Ellen) Más, una niña de ocho años. En total había cuatro más niños de Shipton, Shropshire en el cuidado de otros en el Mayflower : Elinor, Jasper, Mary y Richard. Estos niños fueron posteriormente temían ser de una relación adúltera y entregados en el cuidado de otros en el Mayflower por el marido de su madre, Samuel Más de poner a los niños a la mayor distancia posible. Elinor pereció el invierno de 1620 con sólo un hermano Richard sobreviviente.
El Mayflower partió de Plymouth, Inglaterra el 16 de septiembre de 1620 (404 años). La nave de 100 pies, pequeña, tenía 102 pasajeros y la tripulación estaba estimado en aproximadamente 30, pero el número exacto es desconocido. Ellos vivían en condiciones extremadamente estrechas. Por segundo mes fuera, el barco estaba siendo azotada por fuertes vientos del oeste, causando maderas de la nave para ser gravemente sacudidos con calafateo no poder impedir la entrada de agua de mar, y con los pasajeros, incluso en sus literas, acostado mojado y enfermo. Esto, combinado con la falta de raciones adecuadas y las condiciones insalubres durante varios meses, atribuye a lo que sería fatal para muchos, especialmente la mayoría de las mujeres y los niños. En el camino hubo dos muertos, un miembro de la tripulación y un pasajero, pero lo peor aún estaba por venir después de llegar a su destino cuando, en el transcurso de varios meses, casi la mitad de los pasajeros perecieron en frío, duro, poco familiar de invierno de Nueva Inglaterra
El 9 de noviembre de 1620, después de 3 meses en el mar, incluyendo un mes de retraso en Inglaterra, vieron la tierra, que era el gancho de Cape Cod, que ahora se llama el puerto de Provincetown. Después de varios días de tratar de conseguir el sur a su destino previsto de la colonia de Virginia, fuertes mares de invierno los obligaron a regresar a puerto al gancho de Cape Cod, donde anclaron en noviembre 11/21. El Pacto del Mayflower se firmó ese día.

## En la colonia de Plymouth
Los colonos mal preparados y mal suministrados perdieron más de la mitad de su población a través de una multitud de problemas - incluyendo el hambre, el escorbuto, la enfermedad y su primer invierno amargo en la parte continental de América del Norte. En la primavera de 1621, Winslow y los otros asistieron a lo que se conocería como la primera Acción de Gracias.
Las personas que sobrevivieron todos trabajaron duro para proporcionar alimento y refugio. En medio de críticas por parte de Thomas Weston para no cargar el Mayflower regresar con bienes para los inversores, William Bradford envió una carta indicando las dificultades encontradas por los pasajeros del Mayflower. Culpó Thomas Weston, y afirmó que el gobernador Carver había trabajado hasta la muerte que la primavera y la pérdida de él y otros hombres industriosos vidas no se puede valorar a cualquier precio.
Al año siguiente el buque Fortune llegó a la colonia de Plymouth. Pero, de nuevo, Thomas Weston había suministrado inadecuadamente la nave para la colonia. Con la llegada del invierno, los colonos solo tenían la mitad de los suministros necesarios, pero como William Bradford grabó, 'todos ellos se enfrentaron con valentía".
Al año siguiente, a pesar de las adversidades del invierno, los colonos fueron capaces de cargar el Fortune para Inglaterra con bastantes pieles y otros suministros que pagar más de la mitad de su deuda con los aventureros mercantil, pero el barco fue atacado por los franceses, ya que llegó cerca de la costa del Inglés y todo el cargamento fue tomada por los corsarios.
El 21 de febrero de 1621, William White murió dejando una viuda, Susana, y sus dos hijos, Resolved y Peregrine, el primer niño nacido en la colonia. Edward Winslow perdió a su esposa Elizabeth el 24 de marzo de 1621 y sólo un mes y medio más tarde, el 12 de mayo de 1621, Edward Winslow y Susanna White se convirtieron en la primera pareja en casarse en la colonia de Plymouth. Esto era necesario para atender a las mujeres y los niños. Se casaron en una ceremonia civil por el gobernador William Bradford. La pareja tuvo tres hijos, una hija y un hijo desconocido que murió joven.

## El liderazgo en la colonia de Plymouth y con Cromwell en Inglaterra
Winslow había establecido una amistad con el líder nativo Massasoit, cuyo pueblo negociabn con los colonos. En enero de 1629 se aprobó una nueva patente para aterrizar en Kennebec, que prevé una pesca y factoría en Pentagoet y un puesto comercial fortificado en Cushnoc en la Kennebec, que abrió el área a colonos de Plymouth. Al mismo tiempo, Isaac Allerton abrió su propio puesto de comercio en la Kenebec y por lo tanto se convirtió en un rival de Edward Winslow, estableciendo un patrón para la rivalidad de confrontación entre ellos que continuaría a partir de entonces.
En 1632, hizo un viaje de exploración por el río Connecticut para la colonización. Se sugiere que aterrizó y selecciona la solución que se convirtió en Windsor.
Edward Winslow era un diplomático con experiencia en funciones de Plymouth en su relación con los funcionarios ingleses. Más tarde fue Plymouth gobernador por períodos de un año 1633-34, 1636-37 y 1644-45. Además, en 1643 Winslow fue uno de los comisarios de las colonias unidas de Nueva Inglaterra, que fue un grupo militar que une las diversas colonias de Nueva Inglaterra contra los indígenas.
A principios de la década de 1640, Inglaterra fue contratado en una gran guerra civil. Algunos colonos regresaron a Inglaterra para unirse a los esfuerzos para derrocar al rey reinante. En 1646, Winslow comenzó a trabajar para Oliver Cromwell, Lord Protector. Después el rey Carlos fue ejecutado en 1649, Edward Winslow tenía planes de regresar a Plymouth, pero pronto se vio envuelto en los problemas de Inglaterra. Nunca volvería a Plymouth.
En 1654, Winslow fue comisario de una misión naval británica en contra de los españoles en las Indias Occidentales. Ellos salieron victoriosos pero Winslow contrajeron fiebre amarilla y murió el 7 de mayo de 1655 cerca de Jamaica.

## Matrimonio e hijos
Edward Winslow se casó:
- con Elizabeth Barker después de 12 de mayo de 1618 en Leiden Holanda. Ella murió el 24 de marzo de 1621 la colonia de Plymouth. No se informaron los niños. Elizabeth fue enterrado en 1621 en la colina de Cole cementerio en Plymouth. Ella es conmemorado en el monumento del peregrino Tumba, Coles Hill, como "Elizabeth, la primera esposa de Edward Winslow".[22][23][24]

Susanna ______ Blanca el 12 de mayo de 1621 la colonia de Plymouth. Murió entre el 18 de diciembre de 1654 (la voluntad de Edward Winslow) y 2 de julio de 1675 (fecha de la voluntad hijo de Josías).
Los hijos de Edward Winslow y su esposa Susanna:
- (Niño) nació y murió en 1622 o 1623
- Ca. nacido - Edward Winslow 1624 No hay ningún registro después de 22 de mayo de 1627.
- Ca. nacido - John Winslow 1626. Ningún registro después de 22 de mayo de 1627.
- Josías Winslow, 13 de gobernador de la colonia de Plymouth - ca. nacido 1627. Casado Penélope Pelham por 1658 y tuvo cuatro hijos. Murió 1680 Murió 1703.
- Ca. nacido - Elizabeth Winslow 1631. Casado (1) Robert Brooks por 1656 y tenía un hijo. Casado (2) George Curwin 1669 y tenía dos hijas. Murió 1684/5. Murió 1698.[26]

Los niños del primer matrimonio de Susanna ____ Blanco con William White, quien se convirtió hijastros de Edward Winslow:
- Resuelta Blanco - nacido ca. 1615. Casado 1640 (1) Judith Vassall, hija de William Vassall, y tenía ocho hijos. Resuelta casado 1674 (2) Abigail ____ Señor. Murió 1682 Murió 1687.
- Peregrine White - nació a finales de noviembre 1620 a bordo del Mayflower en Cape Cod Harbor. El primer niño nacido en Inglés que parte de América. Ca. Casado 1648/9 Sarah Bassett hija de William Bassett, y tuvo siete hijos. Murió 1704 Murió 1711.[27][26]

## La muerte y el Memorial de Edward Winslow
Se informó que Winslow ha sido enterrado en el mar en el Caribe en algún lugar entre La Española y Jamaica, en algún momento después de 7 de mayo de 1655. En el cementerio en Marshfield, Massachusetts tiene un monumento de piedra a "Los Colonos de Green Harbor Marshfield" con el nombre de Edward Winslow y su esposa Susana (Blanco) y muchos otros. Esto incluye los nombres de los hijos de Susannah resueltos y Peregrine blancas y sus esposas. También en el cementerio de Winslow es un monumento de piedra w / placa que dice "Edward Winslow, Fundador de Marshfield".

## Obras
Sus escritos, aunque fragmentados, son de gran valor para la historia de la colonia de Plymouth. Ellos incluyen:
Bueno Newes de Nueva Inglaterra, o una relación verdadera de las cosas muy notable en la plantación de Plimouth en Nueva Inglaterra (1624);
Hypocrisie Unmasked; por una relación verdadera del Gobernador y de la compañía de Massachusetts contra Samuel Gorton, un perturbador Notorious de la Paz (1646), al que se añadió un capítulo titulado "Una breve narración de los motivos verdaderos o causa de la primera plantación de Nueva Inglaterra" ;
Salamander de Nueva Inglaterra (1647); y
El Progreso Gloriosa del Evangelio entre los indios de Nueva Inglaterra (1649).
Edward Winslow, junto con William Bradford se cree que han preparado un Diario del Principio y Procedimiento de la Plantación Inglés asentado en Plymouth en Nueva Inglaterra, publicado en 1622, que se conoce generalmente como Relación de Mourt, debido a su prefacio de haber sido firmado por "G. Mourt."
Algunos de sus escritos se pueden encontrar reimpreso en Alexander Young's Chronicles of the Pilgrims.

## Lectura adicional
- William Bradford, Edward Winslow (1865). Mourt’s Relation, or Journal of the Plantation at Plymouth. Boston: J. K. Wiggin. Reprint of the original version.
- J. D. Bangs's 'Pilgrim Edward Winslow: New England's First International Diplomat (Boston, 2004);
- Moore, Jacob B. (1846). Memoirs of American governors. New York: Gates & Stedman.
- Holton, David P.; Holton, Frances K. F. (1877). Winslow memorial. Family records of the Winslows and their descendants in America, with the English ancestry as far as known. New York: Holton.
- Palfrey, John G. (1859). History of New England, Vol. 1. Boston: Little, Brown.
- Palfrey, John G. (1860). History of New England, Vol. 2. Boston: Little, Brown.
- Palfrey, John G. (1865). History of New England, Vol. 3. Boston: Little, Brown.
- Plymouth Archaeological Rediscovery Project "Archaeology of the Edward Winslow Site" www.plymoutharch.com
- Also see a paper by W. C. Winslow, Governor Edward Winslow, his Place and Part in Plymouth Colony, in the Annual Report of the American Historical Association for 1895 (Washington, 1896)
- See Egerton Ryerson's The Loyalists of America and Their Times for evidence of the differences between the Pilgrim Fathers (Plymouth Rock) and the Puritan Fathers (Massachusetts Bay) with respect to loyalty to the Crown, tolerance of other religions, and treatment of the Native Peoples, and how this schism continued right up to and during the American Revolution.